# Подъяпольский, Яков Иванович
Подъяпольский Яков Иванович (12 января 1850 года — ?) — офицер Военно-морского флота Российской империи, участник Русско-японской войны.

## Биография
Отец — Иван Яковлевич (27.05.1815—25.12.1880), военно-морской деятель. Мать — Клавдия Петровна, урождённая Кузнецова, дочь губернского секретаpя. Яков Подъяпольский крещён 28 января в Адмиралтейской Свято-Георгиевской церкви в Николаеве; восприемники: подполковник И. П. Огранович и О. Г. Балаюгло (жена генерал-майора П. И. Балаюгло). 2 октября 1856 года причислен к pоду отца — дворянский род Рязанской губернии. Подъяпольские — древний рязанский дворянский род. Берёт начало от Артемья Григорьевича Подъяпольского, который в начале XVII века владел поместьем в селе Ухори Рязанского уезда. Братья: Ардалион (р. 13.04.1845), Иван (р. 13.11.1846), Галактион (р. 23.07.1858), Виталий (р. 25.04.1864); сестра Валентина (р. 08.02.1854).

## Служба
17 апреля 1871 года выпущен из Морского училища с производством в гардемарины. 7 сентября 1877 года «за подвиги храбрости, оказанные, в ночь на 12 августа, при атаке минными катерами турецкого броненосца в Сухуме» награжден орденом Св. Анны III степени с мечами и бантом. 1 января 1878 года произведен в лейтенанты.
В 1880—1881 годах во Владивостоке обучал минёров. 8 апреля 1884 года награжден орденом Св. Станислава II степени. 5 апреля 1887 года назначено содержание по чину капитан-лейтенанта.
С 17 марта 1893 года командовал канонерской лодкой «Манджур». Лодка базировалась на Владивосток и несла стационерскую службу в портах Японии и Китая. 30 октября 1895 года награжден орденом Св. Анны II степени.
В 1897 году и с 1901 по 1902 год в чине капитана 1-го ранга временно исполнял обязанности командира Сибирского флотского экипажа. В 1903—1905 годах исполнял ту же должность без приставки врио. 22 сентября (5 октября) 1901 года «за совершение восемнадцати шестимесячных морских кампаний и бытность в сражениях» награжден орденом Св. Владимира IV степени с бантом.
В 1901—1904 годах капитан 1-го ранга Подъяпольский Яков Иванович был в должности командира отряда миноносцев и их команд (1-е отделение составляли миноноски № 201, № 202, № 203, № 204, № 205; 2-е отделение составляли миноноски № 206, № 208, № 209, № 210, № 211). Яков Подъяпольский держал свой брейд-вымпел на минном крейсере «Абрек» (капитан 2-го ранга А. И. Хомутов). Отряд находился в подчинении командира Владивостокского порта Н. А. Гаупта.
Участвовал в Русско-японской войне 1904—1905 годов. 24 января 1905 года произведён в контр-адмиралы с увольнением от службы.
В честь Я. И. Подъяпольского названа бухта Подъяпольского (залив Петра Великого, бухта обследована в 1880-х участниками Отдельной съёмки Восточного океана, тогда же названа по фамилии капитана второго ранга Я. И. Подъяпольского).